# Kaštel Stari (urbanistička cjelina)
Urbanistička cjelina mjesta Kaštel Starog predstavlja zaštićeno kulturno dobro.

## Opis dobra
Povijesna jezgra Kaštel Starog formirana je uz utvrđeni ljetnikovac koji je 1481. godine sagradio trogirski plemić Koriolan Ćipiko. Uz pomoć mletačkog Senata 1507. godine naselje Koriolanovih težaka utvrđeno je zidom s ugaonim kulama, nasipom i jarkom s tri kopnene strane. Zapadno od utvrđenog sela uz morsku obalu sagrađena su još dva kaštela trogirskih plemića Andreis i Cega.

## Zaštita
Pod oznakom Z-2903 zavedena je pod vrstom "kulturno-povijesna cjelina", pravna statusa zaštićena kulturnog dobra, klasificirano kao "urbana cjelina".